# La Voix (émission de télévision)
Pour les articles homonymes, voir La Voix et The Voice.
 (29 janvier 2022).
La Voix est une émission de téléréalité musicale québécoise animée par Charles Lafortune et diffusée depuis le 20 janvier 2013 sur le réseau TVA. Elle est adaptée d'un concept néerlandais.
L'émission est présentée par Charles Lafortune depuis la saison 1.
Les coulisses de l'émission sont présentées par Karima Brikh lors de la saison 1, par Melissa Maya lors de la saison 2, par Valérie Chevalier lors des saisons 3 à 5, et par Anouk Meunier lors des saisons 6 et 7. Le 28 mars 2022, il a été annoncé que La Voix reviendrait pour une neuvième saison en 2023, toujours animée par Charles Lafortune. L'émission ne produira pas une onzième saison en 2025, afin de laisser sa place à un autre concours de chant télévisé. Tel qu'annoncé le 26 mai 2025, La Voix sera de retour en janvier 2026 pour une onzième saison, avec Charles Lafortune comme animateur. 

## Participants
| Coachs              | Saisons | Saisons | Saisons | Saisons | Saisons | Saisons | Saisons | Saisons | Saisons | Saisons | Saisons |
| Coachs              | 1       | 2       | 3       | 4       | 5       | 6       | 7       | 8       | 9       | 10      | 11      |
| ------------------- | ------- | ------- | ------- | ------- | ------- | ------- | ------- | ------- | ------- | ------- | ------- |
| Marc Dupré          |         |         |         |         |         |         |         |         |         |         |         |
| Marie-Mai           |         |         |         |         |         |         |         |         |         |         |         |
| Jean-Pierre Ferland |         |         |         |         |         |         |         |         |         |         |         |
| Ariane Moffatt      |         |         |         |         |         |         |         |         |         |         |         |
| Isabelle Boulay     |         |         |         |         |         |         |         |         |         |         |         |
| Éric Lapointe       |         |         |         |         |         |         |         |         |         |         |         |
| Louis-Jean Cormier  |         |         |         |         |         |         |         |         |         |         |         |
| Pierre Lapointe     |         |         |         |         |         |         |         |         |         |         |         |
| Garou               |         |         |         |         |         |         |         |         |         |         |         |
| Lara Fabian         |         |         |         |         |         |         |         |         |         |         |         |
| Alex Nevsky         |         |         |         |         |         |         |         |         |         |         |         |
| Cœur de pirate      |         |         |         |         |         |         |         |         |         |         |         |
| Corneille           |         |         |         |         |         |         |         |         |         |         |         |
| Marjo,              |         |         |         |         |         |         |         |         |         |         |         |
| Mario Pelchat       |         |         |         |         |         |         |         |         |         |         |         |
| Roxane Bruneau,     |         |         |         |         |         |         |         |         | LDV     |         |         |
| France D'Amour      |         |         |         |         |         |         |         |         |         |         |         |

Légende: LDV correspond à La Deuxième Voix, compétition parallèle instaurée en saison 9. La Deuxième Voix n'a pas lieu en saison 10.

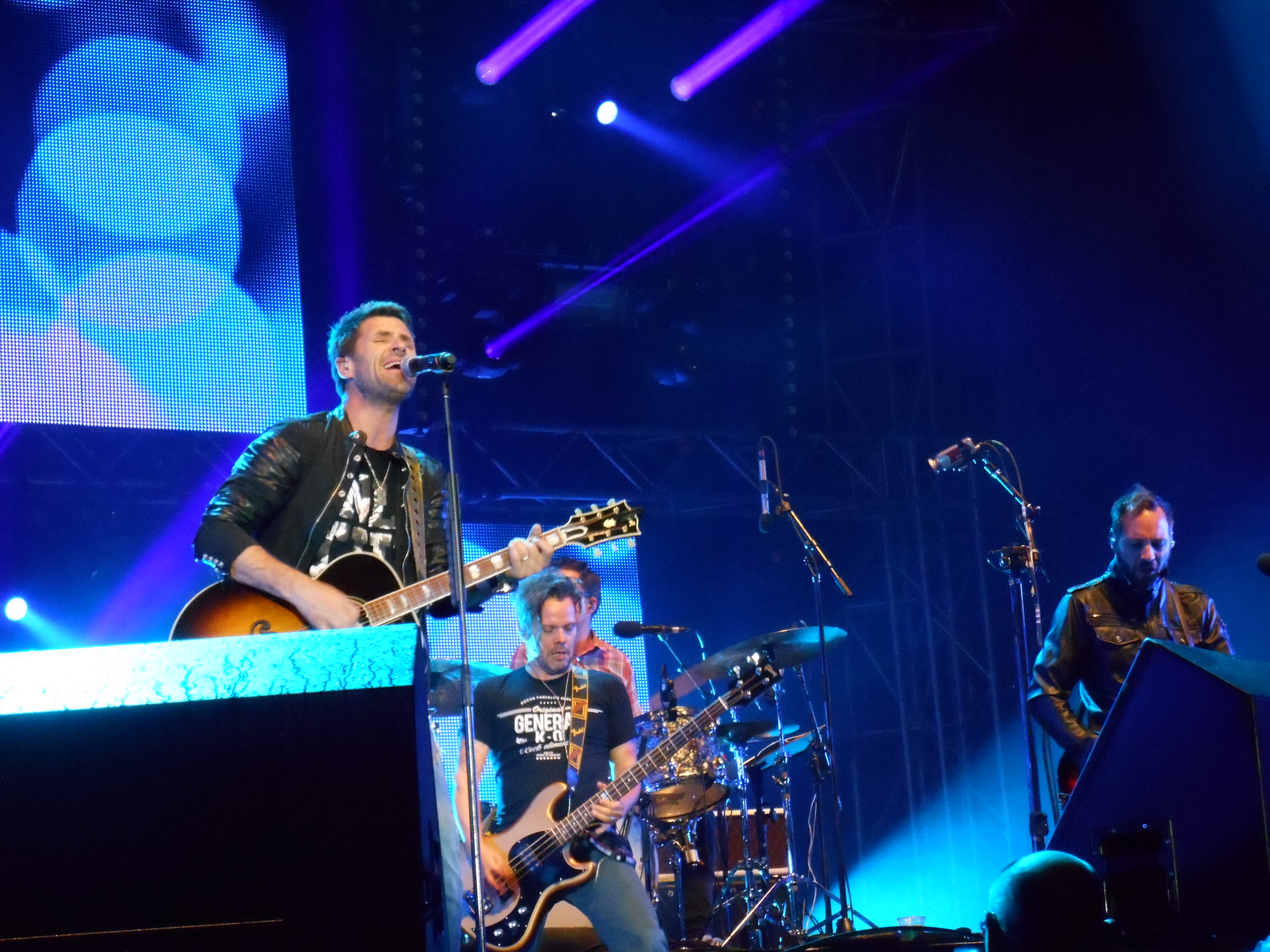
Marc Dupré
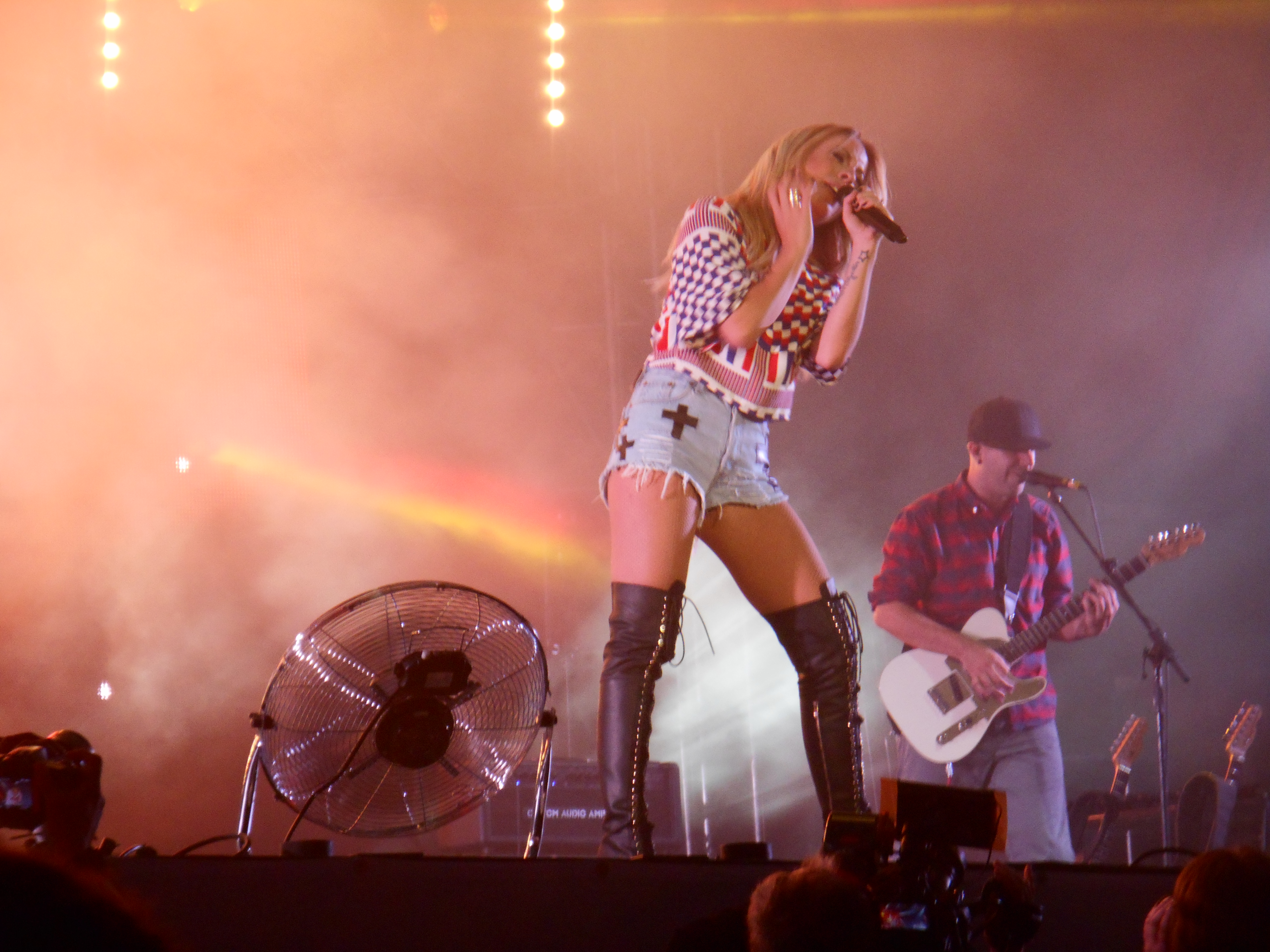
Marie-Mai
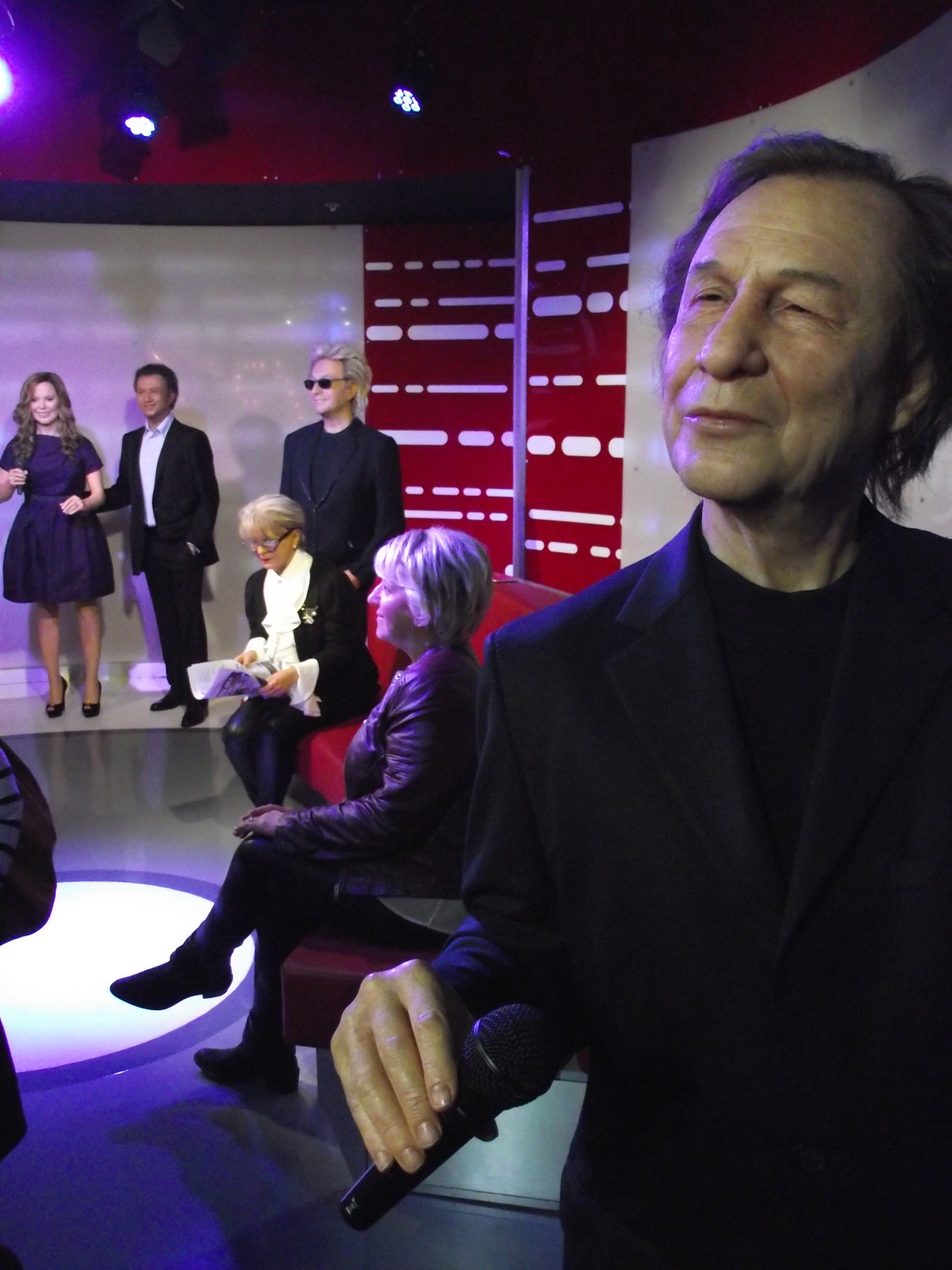
Jean-Pierre Ferland
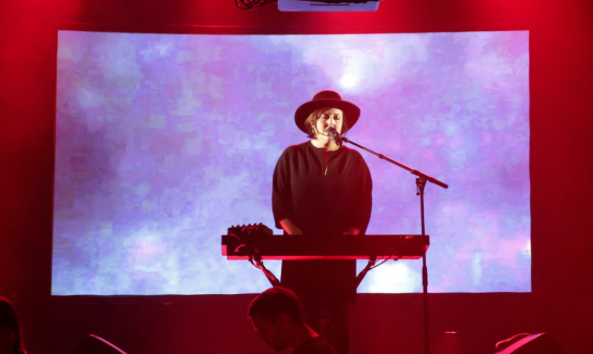
Ariane Moffatt
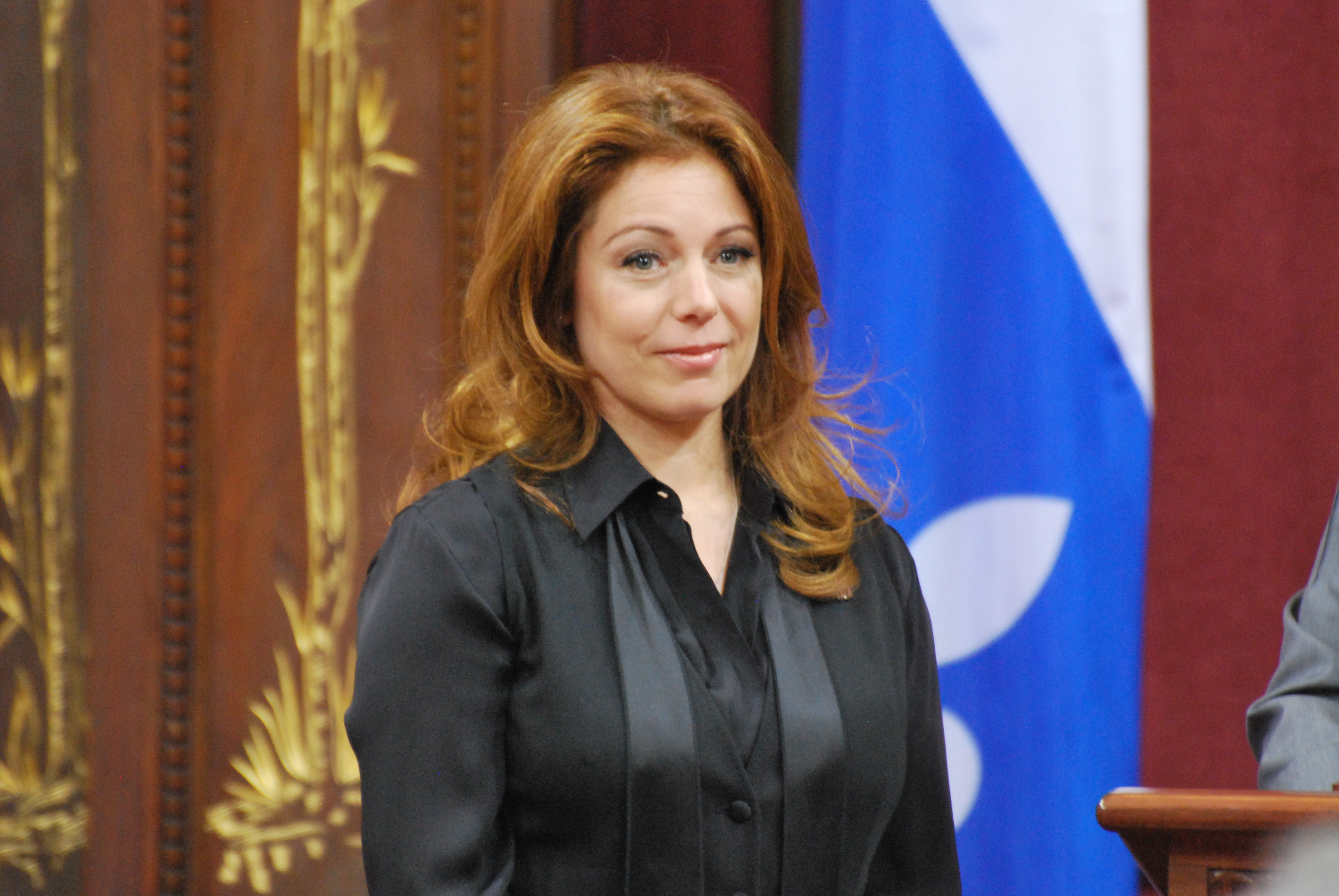
Isabelle Boulay
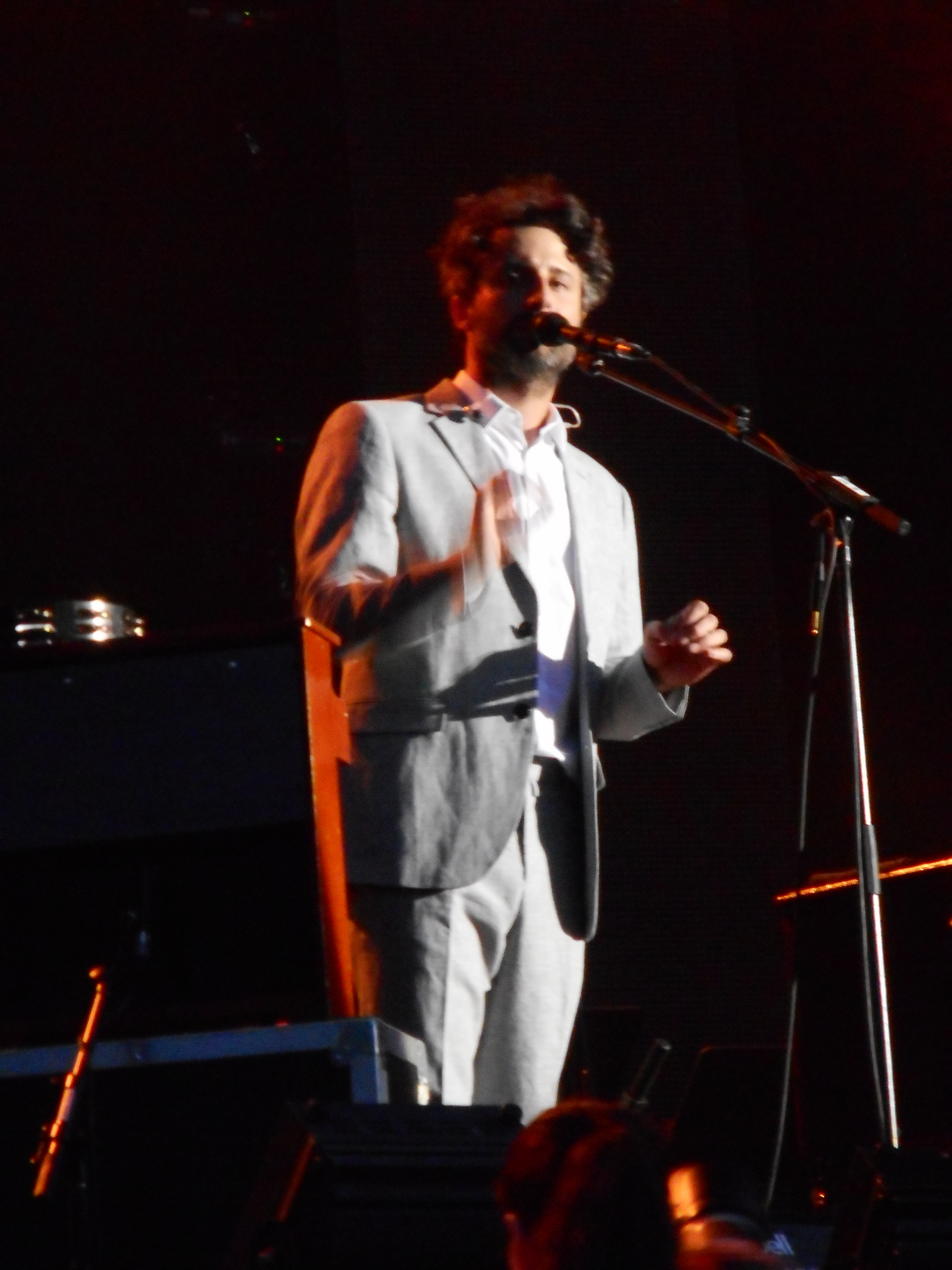
Louis-Jean Cormier
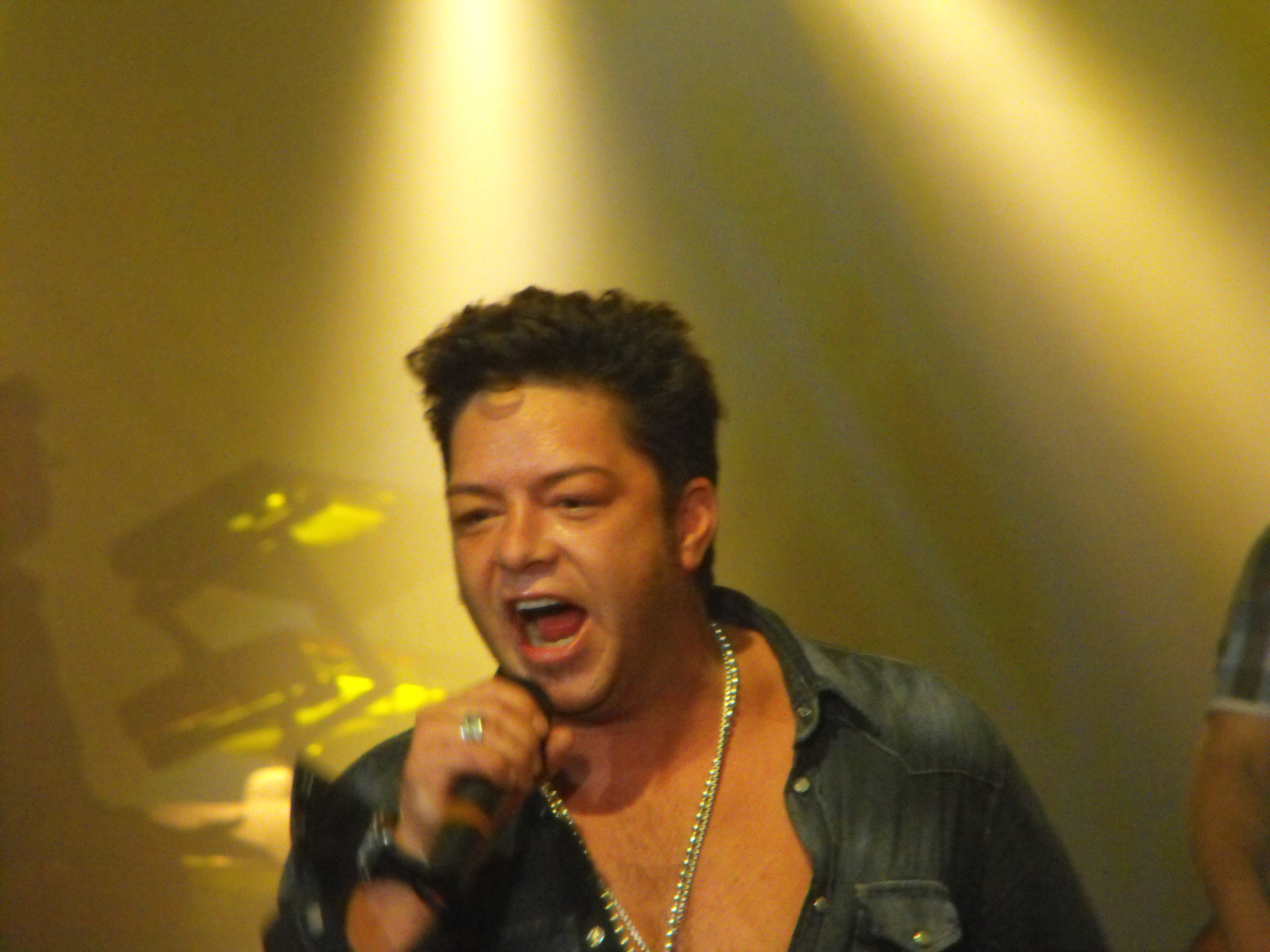
Éric Lapointe
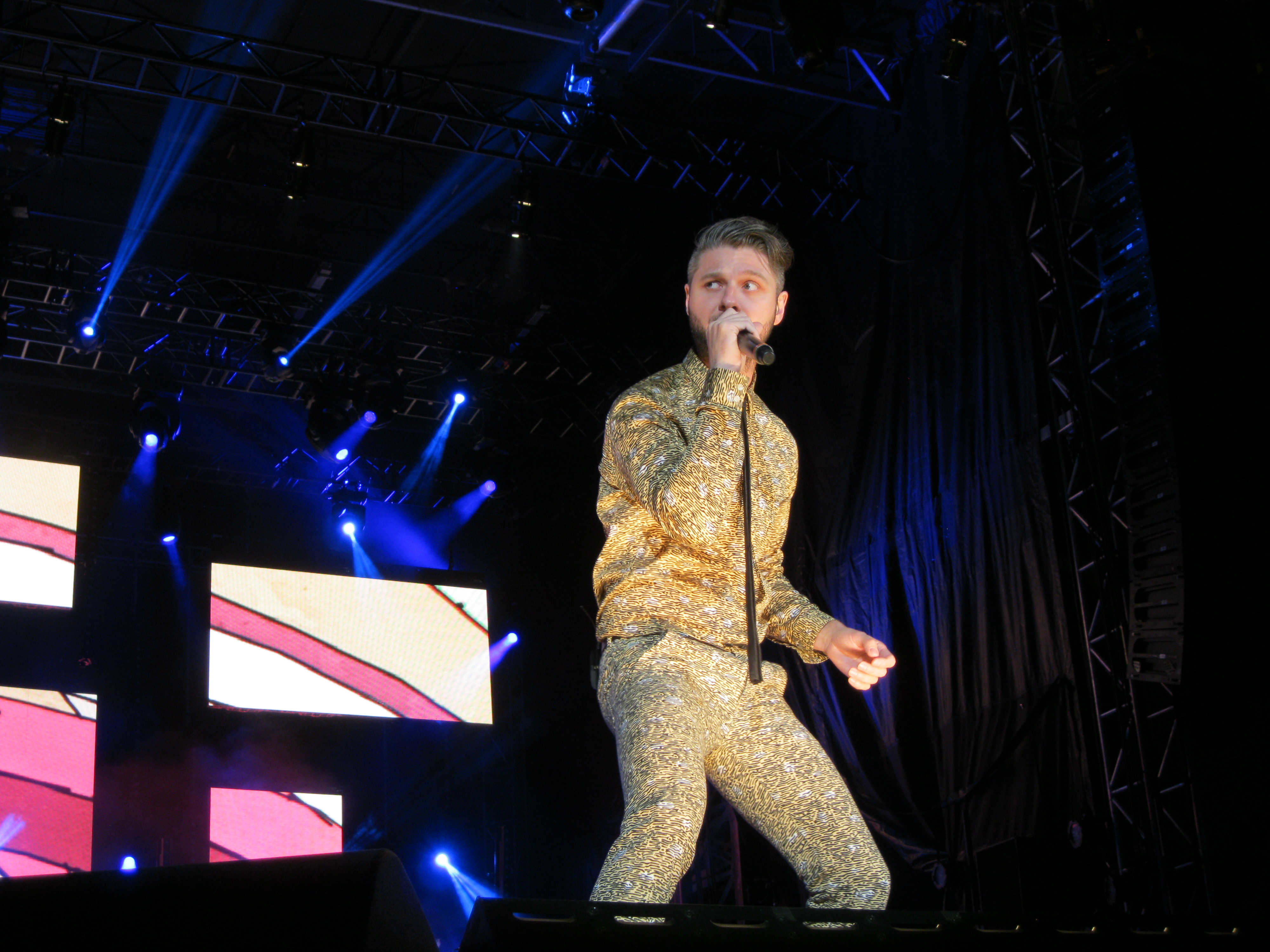
Pierre Lapointe
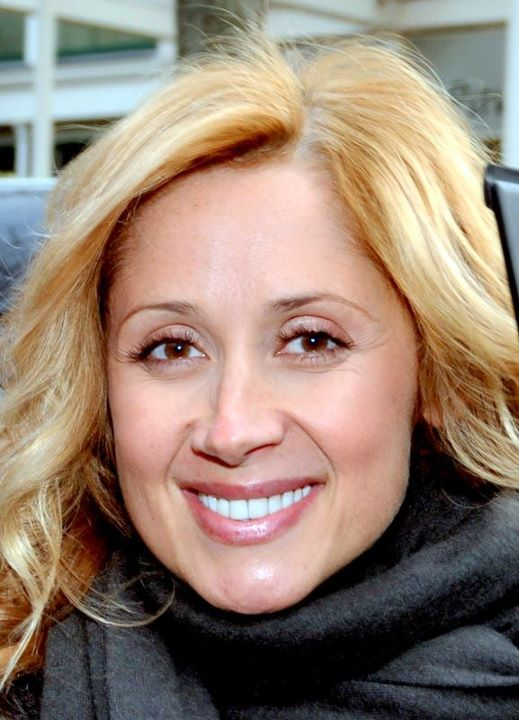
Lara Fabian
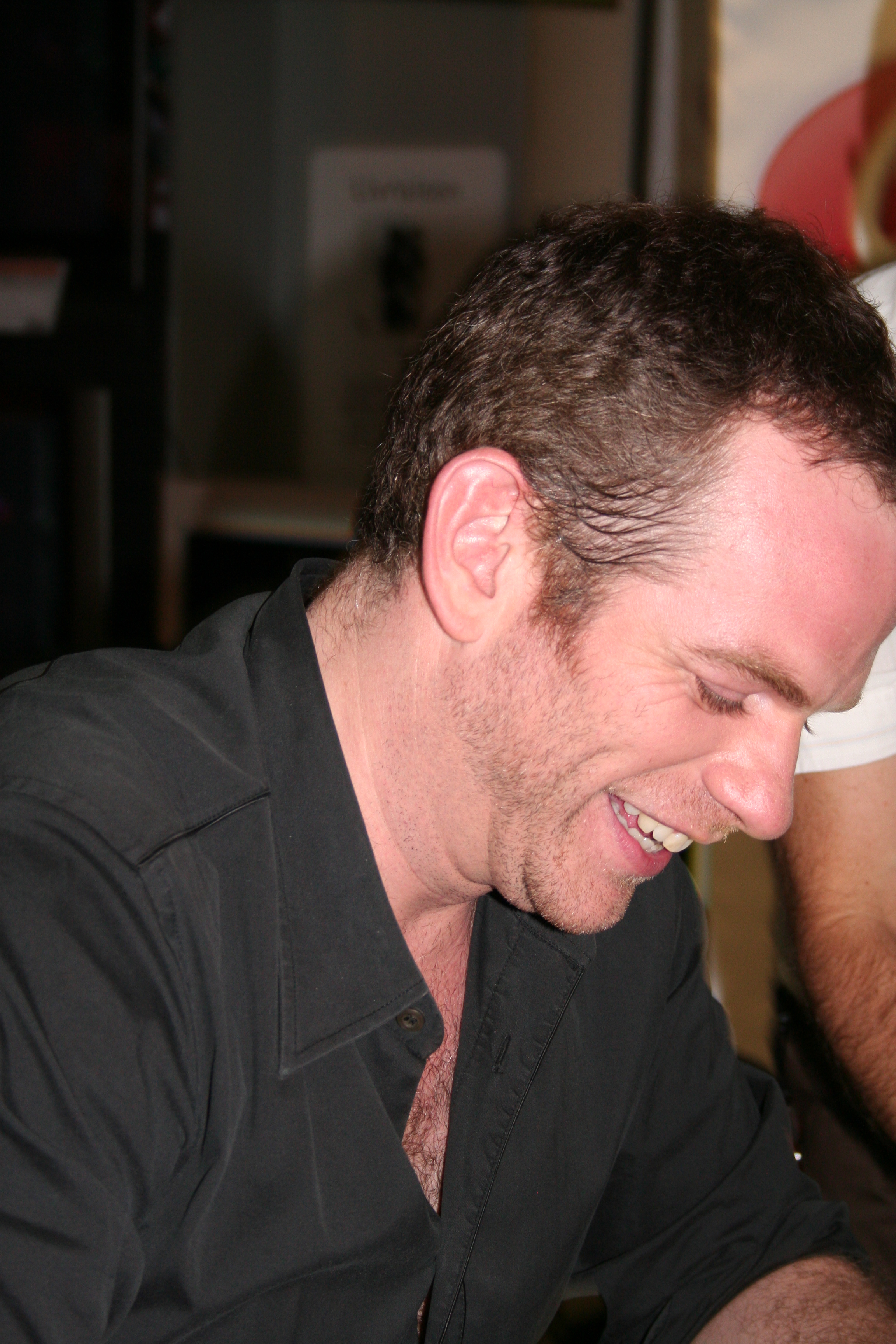
Garou
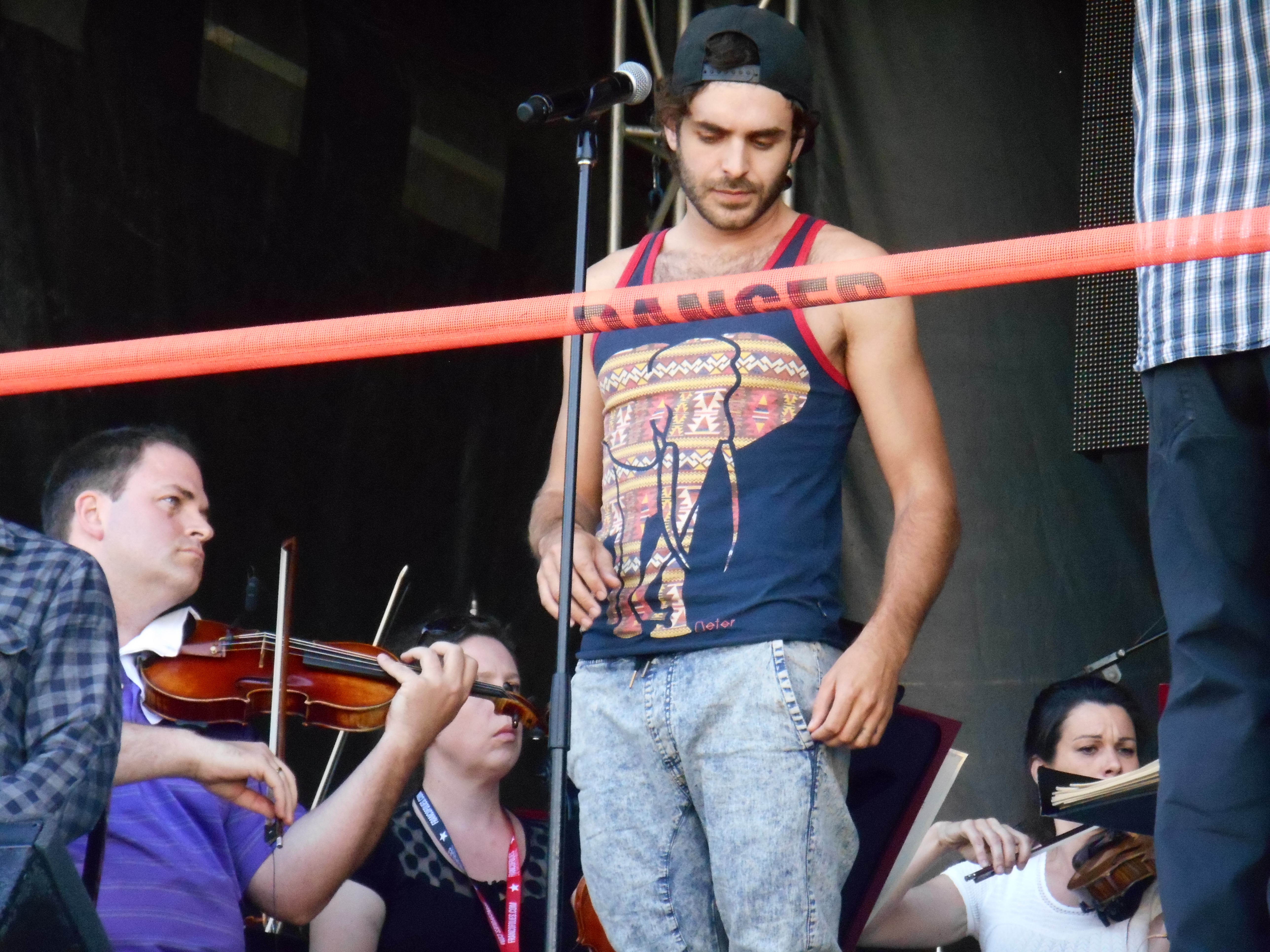
Alex Nevsky
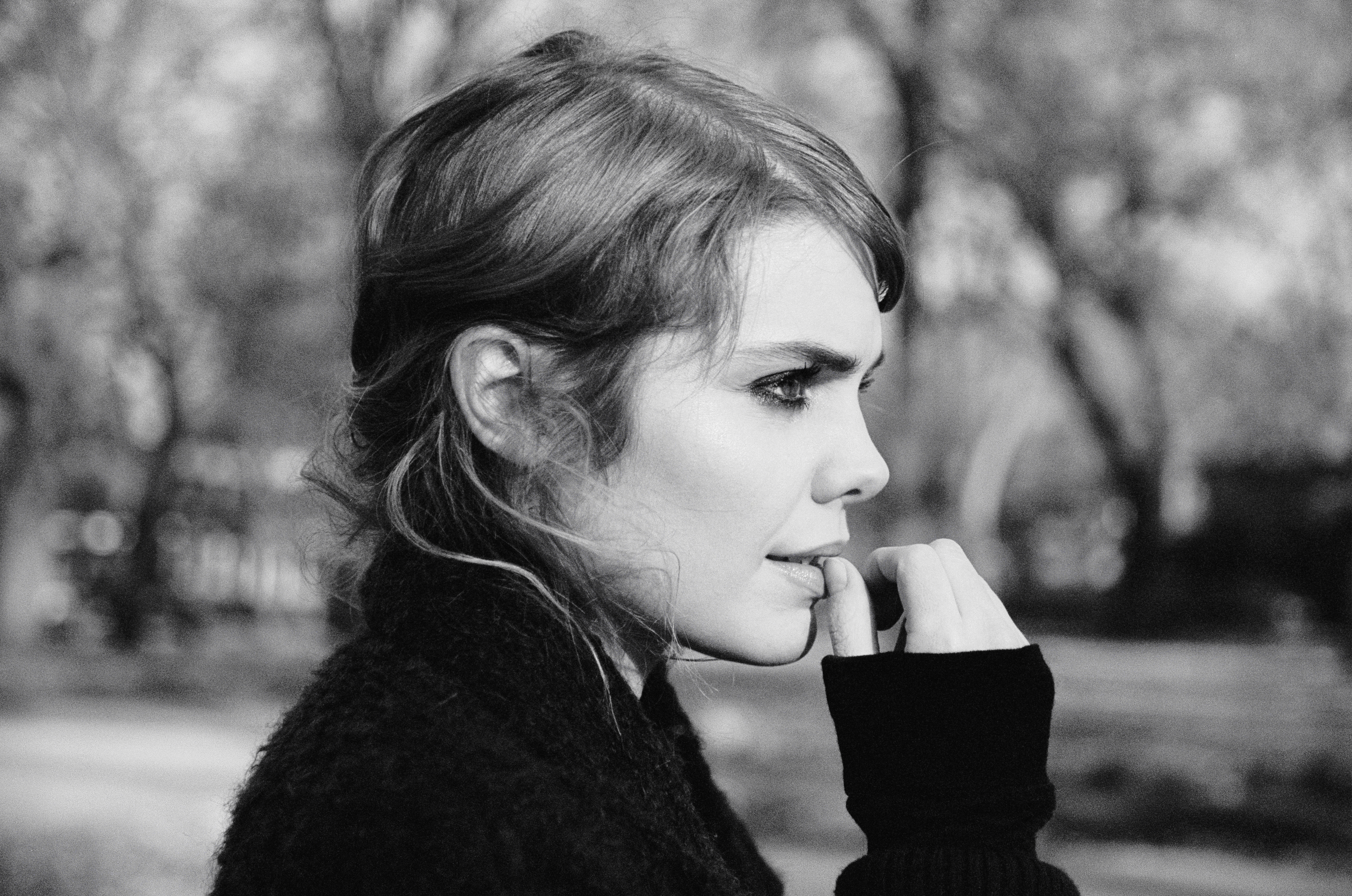
Cœur de pirate
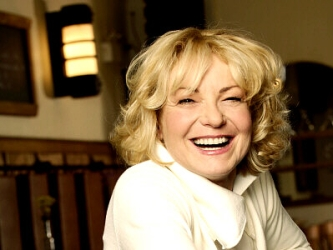
Marjo
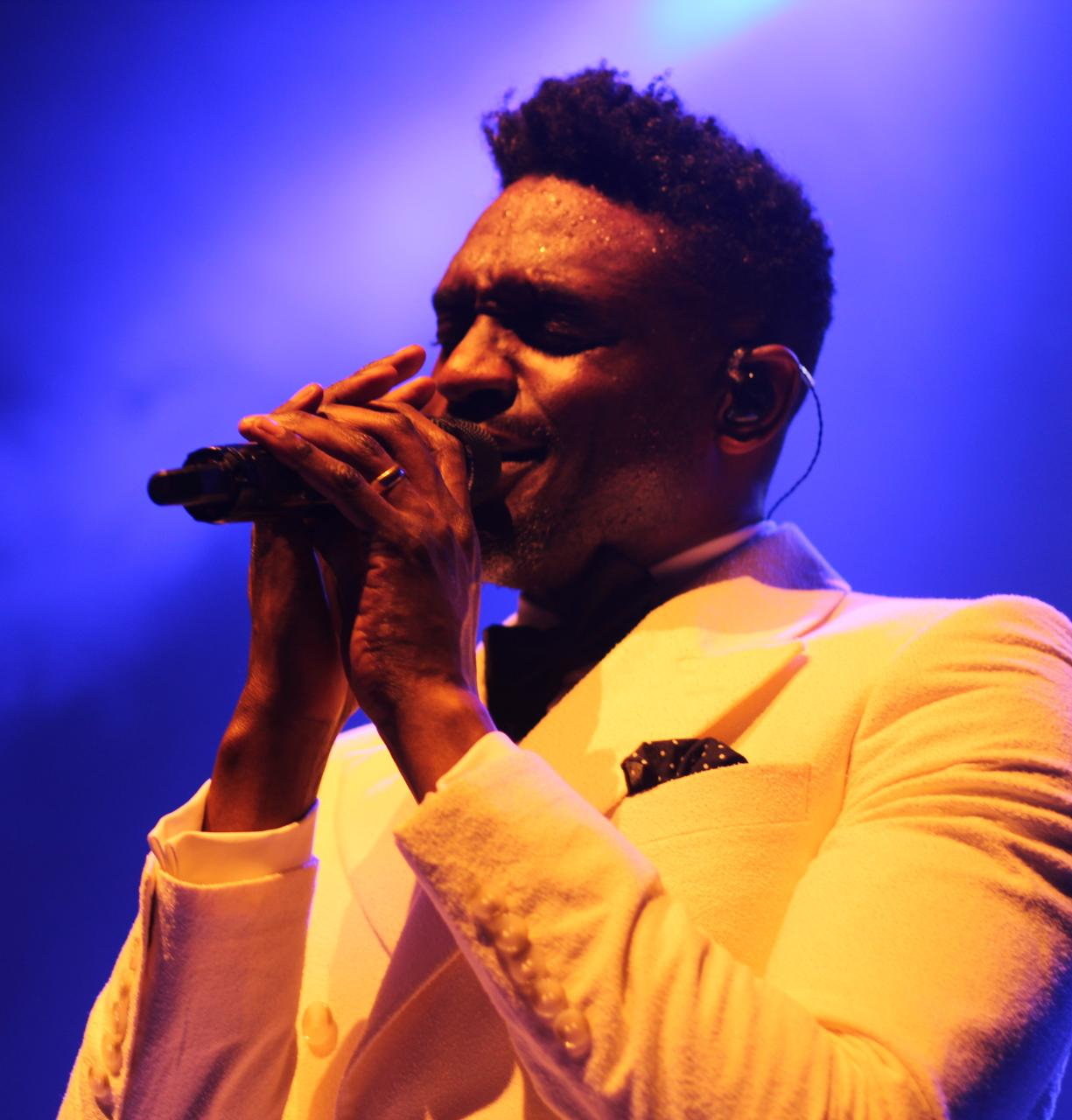
Corneille
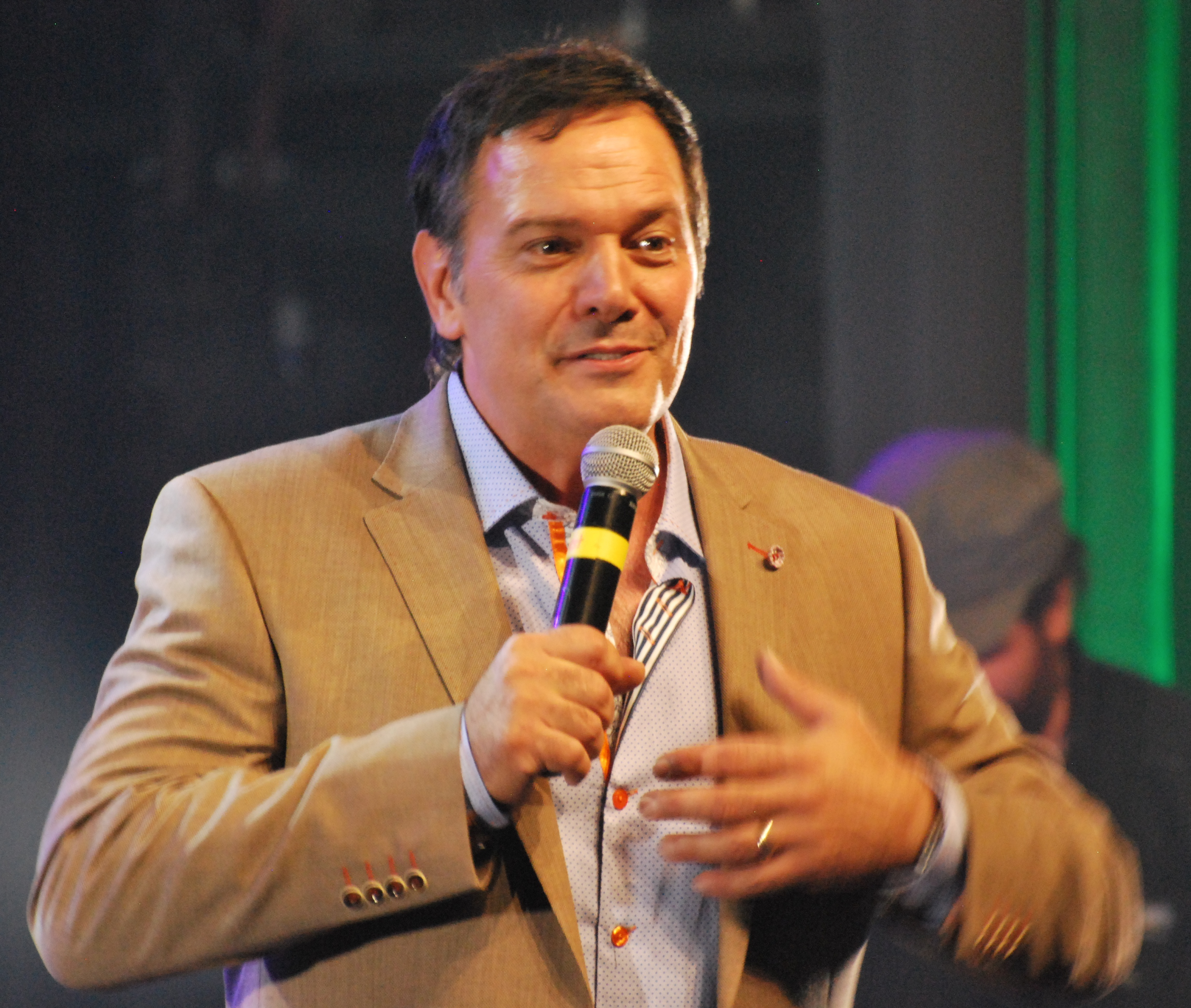
Mario Pelchat
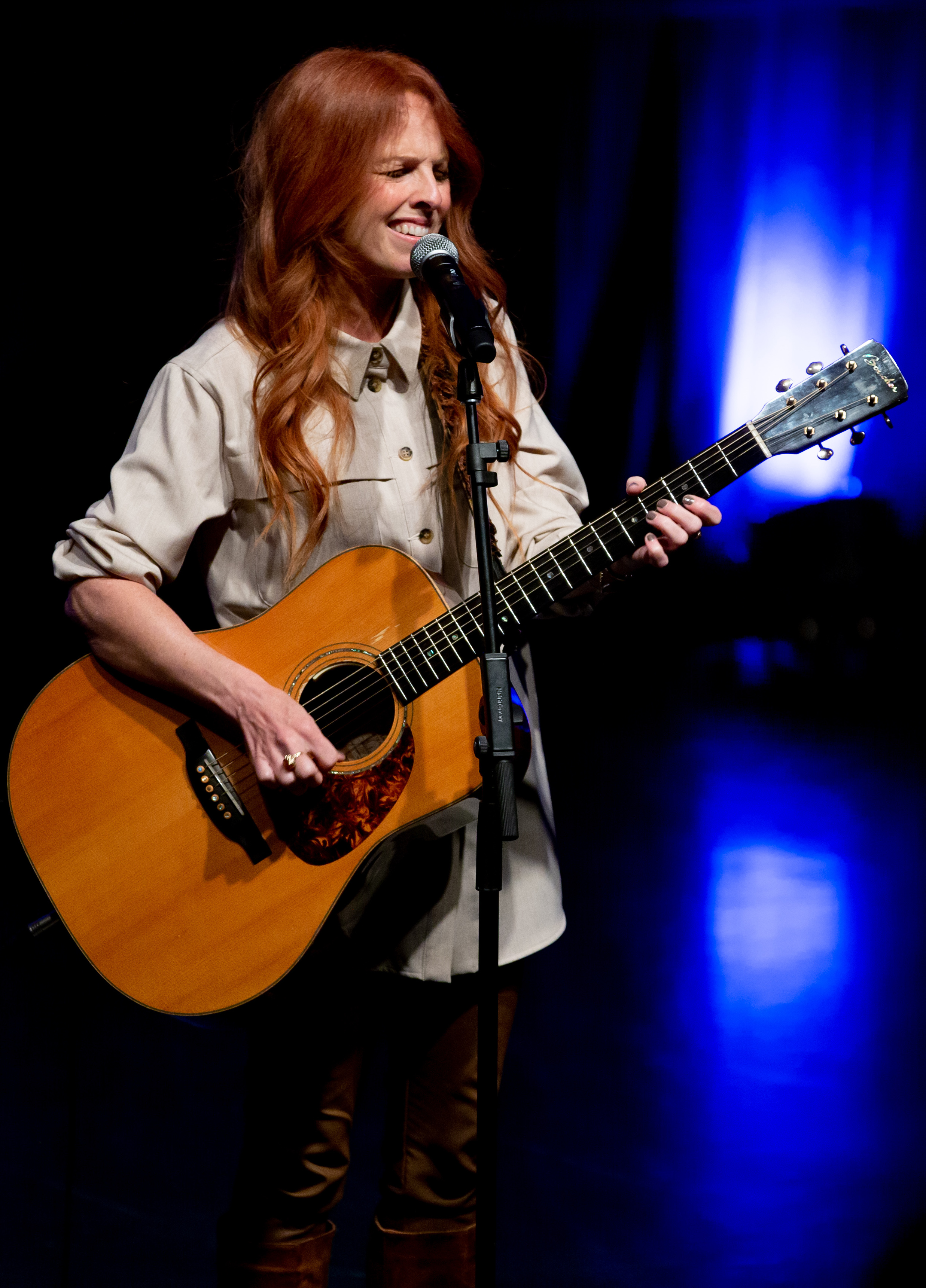
France D'Amour
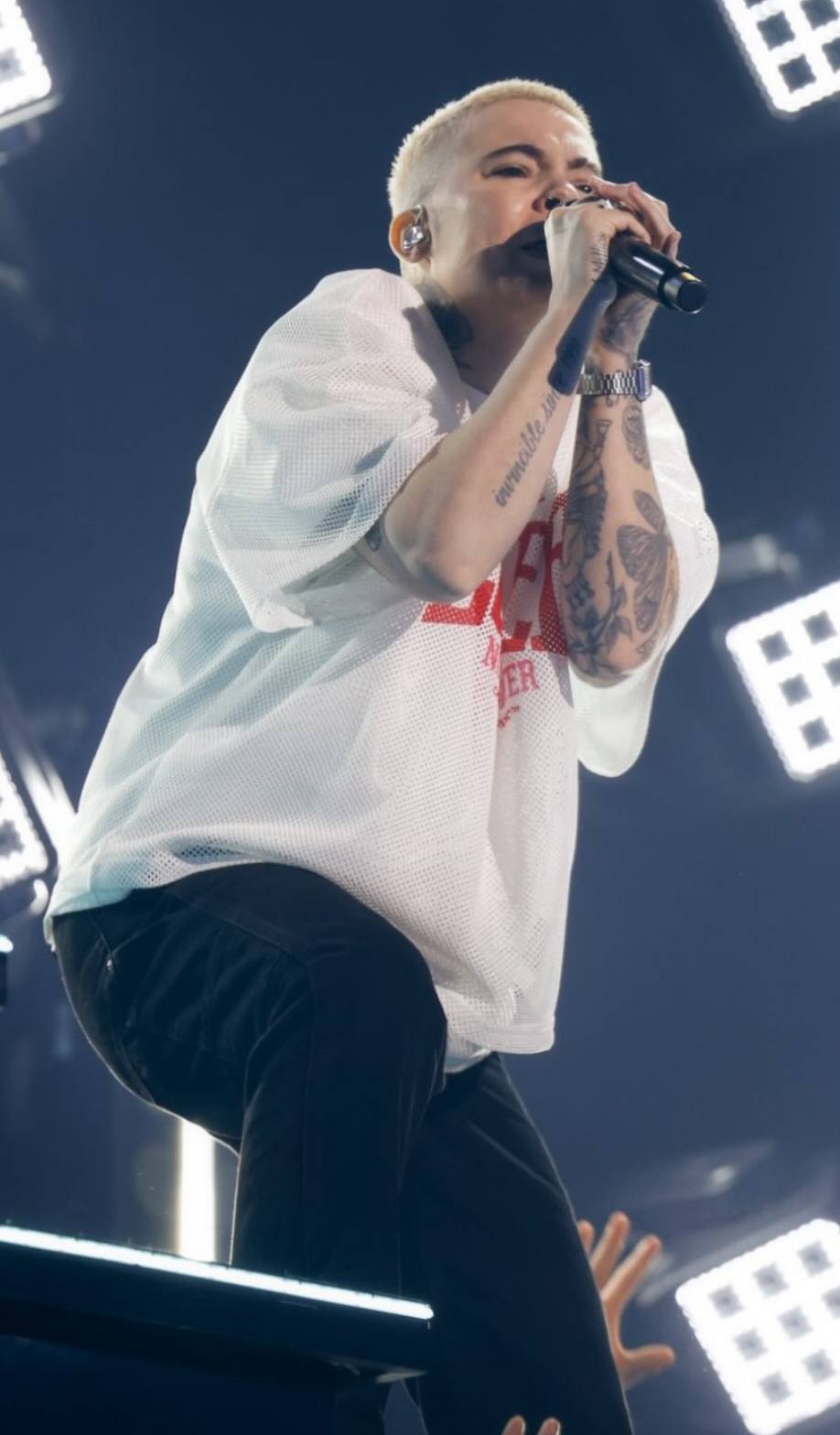
Roxane Bruneau

### Résumé des saisons
- Équipe Marc
- Équipe Marie-Mai
- Équipe Jean-Pierre
- Équipe Ariane

- Équipe Isabelle
- Équipe Éric
- Équipe Louis-Jean
- Équipe Pierre

- Équipe Garou
- Équipe Lara
- Équipe Alex
- Équipe Cœur de pirate
- Équipe Corneille
- Équipe Marjo
- Équipe Mario
- Équipe Roxane
- Équipe France

| Saison | Chaîne | Première        | Finale          | Vainqueur           | Deuxième               | Troisième            | Quatrième          | Coach gagnant   | Présentateurs     | Présentateurs     | Ordre des chaises des coachs | Ordre des chaises des coachs | Ordre des chaises des coachs | Ordre des chaises des coachs |
| Saison | Chaîne | Première        | Finale          | Vainqueur           | Deuxième               | Troisième            | Quatrième          | Coach gagnant   | Principal         | Coulisses         | 1                            | 2                            | 3                            | 4                            |
| ------ | ------ | --------------- | --------------- | ------------------- | ---------------------- | -------------------- | ------------------ | --------------- | ----------------- | ----------------- | ---------------------------- | ---------------------------- | ---------------------------- | ---------------------------- |
| 1      | TVA    | 20 janvier 2013 | 14 avril 2013   | Valérie Carpentier  | Charlotte Cardin-Goyer | Jérôme Couture       | Étienne Cotton     | Ariane Moffatt  | Charles Lafortune | Karima Brikh      | Ariane                       | Jean-Pierre                  | Marie-Mai                    | Marc                         |
| 2      | TVA    | 19 janvier 2014 | 13 avril 2014   | Yoan Garneau        | Renee Wilkin           | Valérie Lahaie       | Rémi Chassé        | Isabelle Boulay | Charles Lafortune | Melissa Maya      | Louis-Jean                   | Éric                         | Isabelle                     | Marc                         |
| 3      | TVA    | 18 janvier 2015 | 12 avril 2015   | Kevin Bazinet       | Angelike Falbo         | Rosa Laricchiuta     | Mathieu Holubowski | Marc Dupré      | Charles Lafortune | Valérie Chevalier | Pierre                       | Éric                         | Isabelle                     | Marc                         |
| 4      | TVA    | 17 janvier 2016 | 10 avril 2016   | Stéphanie St-Jean   | Travis Cormier         | Yvan Pedneault       | Noémie Lorzema     | Pierre Lapointe | Charles Lafortune | Valérie Chevalier | Ariane                       | Éric                         | Pierre                       | Marc                         |
| 5      | TVA    | 12 février 2017 | 7 mai 2017      | Ludovick Bourgeois  | Rebecca Noelle         | David Marino         | Frank Williams     | Éric Lapointe   | Charles Lafortune | Valérie Chevalier | Pierre                       | Éric                         | Isabelle                     | Marc                         |
| 6      | TVA    | 11 février 2018 | 6 mai 2018      | Yama Laurent        | Miriam Baghdassarian   | Yann Brassard        | Jonathan Freeman   | Garou           | Charles Lafortune | Anouk Meunier     | Alex                         | Éric                         | Lara                         | Garou                        |
| 7      | TVA    | 10 février 2019 | 5 mai 2019      | Geneviève Jodoin    | Colin Moore            | Rafaëlle Roy         | Vincent Chouinard  | Lara Fabian     | Charles Lafortune | Anouk Meunier     | Alex                         | Éric                         | Lara                         | Marc                         |
| 8      | TVA    | 9 février 2020  | 18 octobre 2020 | Josiane Comeau      | Suzie Villeneuve       | Michaela Cahill      | Flora Stein        | Cœur de pirate  | Charles Lafortune | NC                | Garou                        | Cœur                         | Marc                         | Pierre                       |
| 9,     | TVA    | 15 janvier 2023 | 9 avril 2023    | Sophie Grenier      | Jay                    | Christopher Therrien | Adam El-Mouna      | Mario Pelchat   | Charles Lafortune | NC                | Corneille                    | Marjo                        | Mario                        | Marc                         |
| 10     | TVA    | 21 janvier 2024 | 7 avril 2024    | Maude Cyr-Deschênes | Redge Olibrice         | Lee-Anne Bergevin    | Jonathan Houde     | France D'Amour  | Charles Lafortune | NC                | Corneille                    | Roxane                       | France                       | Mario                        |
| 11     | TVA    | 2026            | 2026            | À venir             | À venir                | À venir              | À venir            | À venir         | Charles Lafortune | NC                | Corneille                    | Roxane                       | France                       | Mario                        |

### Mentors
Saison 1 :
- Claude Dubois (Équipe Jean-Pierre Ferland)
- Daniel Bélanger (Équipe Ariane Moffatt)
- Annie Villeneuve (Équipe Marc Dupré)
- Fred St-Gelais (Équipe Marie-Mai)

Saison 2 :
- Dan Bigras (Équipe Éric Lapointe)
- Luc De Larochellière (Équipe Isabelle Boulay)
- France D'Amour (Équipe Marc Dupré et coach La Voix 10-11)
- Martin Léon (Équipe Louis-Jean Cormier)

Saison 3 :
- Lynda Lemay (Équipe Éric Lapointe)
- Vincent Vallières (Équipe Isabelle Boulay)
- Alex Nevsky (Équipe Marc Dupré et coach La Voix 6-7 et La Voix Junior 1-2)
- Philippe B (Équipe Pierre Lapointe)

Saison 4 :
- Michel Rivard (Équipe Éric Lapointe)
- Marie-Pierre Arthur (Équipe Ariane Moffatt)
- Alex Nevsky (Équipe Marc Dupré et coach La Voix 6-7 et La Voix Junior 1-2)
- Diane Tell (équipe Pierre Lapointe)

Saison 5 :
- Michel Pagliaro (Équipe Éric Lapointe)
- Paul Daraîche (Équipe Isabelle Boulay)
- Corneille (Équipe Marc Dupré et coach La Voix 9-10-11)
- Les Sœurs Boulay (Équipe Pierre Lapointe)

Saison 6 :
- Kevin Parent (Équipe Éric Lapointe)
- Laurence Jalbert (Équipe Lara Fabian)
- Nanette Workman (Équipe Garou)
- Yann Perreau (Équipe Alex Nevsky)

À partir de la saison 7, il n'y a plus de mentors lors des duels et des chants de bataille. Cependant, Julien Clerc a été annoncé comme nouveau supercoach pour les chants de bataille.
Lors de la saison 8, c'est à Ginette Reno qu'on attribue le rôle de supercoach.

## Concept deLa Voix

### Étape 1: Les Auditions à l’aveugle (semaines 1 à 5)
Dos à la scène, les coachs ne se fient qu’à la voix des candidats pour sélectionner les coups de cœurs de leur équipe, qui réunira 12 chanteurs. Chaque coach pourra bloquer un rival une fois durant cette étape avec le bouton «bloqué».

### Étape 2: Les Duels (semaines 6 à 8)
Deux participants de la même équipe s’affrontent en interprétant une chanson en duo. Après leur prestation, leur coach sélectionne un gagnant. Le candidat non choisi peut être volé et repêché dans une autre équipe. Et depuis la saison 8, chaque coach a le droit d'utiliser un vol pour pouvoir sauver un candidat non choisi par le coach même et le ramener dans son équipe. Les coachs ont le droit à soit 2 vols ou 1 sauve et 1 vol.

### Étape 3: Les Chants de bataille (semaine 9)
Parmi les huit artistes restants de leur équipe, les coachs en choisissent cinq qui s’en vont tout droit aux Directs. Les trois autres doivent interpréter une ultime chanson pour décrocher la dernière place disponible.

### Étape finale: Les Directs (semaines 10 à 13)
À partir de cette étape, La Voix est désormais présentée en direct et le public peut voter pour ses chanteurs préférés. Les Directs comprennent deux quarts de finale (semaines 10 et 11), une demi-finale (semaine 12) et la Grande Finale (semaine 13) qui détermine le vainqueur de la saison.

## Déroulement des saisons

### Saison 1 (2013)
Les coachs sont Ariane Moffatt, Jean-Pierre Ferland , Marie-Mai et Marc Dupré,.
La saison a été remportée par Valérie Carpentier.
 : Vainqueur
| Coachs              | Candidats              | Candidats              | Candidats                                                                     | Candidats                              | Candidats |
| Coachs              | Finalistes             | Éliminés en 1/2 finale | Éliminés durant les directs                                                   | Éliminés durant les chants de bataille | Éliminés durant les duels |
| ------------------- | ---------------------- | ---------------------- | ----------------------------------------------------------------------------- | -------------------------------------- | --- |
| Ariane Moffatt      | Valérie Carpentier     | Étienne Cousineau      | Stevens Siméon Valérie Clio Nerestant Dany Flanders Karine Deschamps          | Emanuelle Robitaille                   | Andréanne Martin Henrik Lajoie Isabelle Robert Mark Elkes Rick Hughes Thomas Olivier Ysabelle Bertrand                                 |
| Jean-Pierre Ferland | Étienne Cotton         | Julie Massicotte       | Maria Janice Galvez Meredith Marshall Jean Sébastien Lavoie Joanie Roussel    | Myranie Castilloux                     | Claudia Parisien François Verreault-Girard Gabriella Delorme-Grenier Gabryelle Frappier Jacques Lebel Roxanne Bacon Sylvie Pellerin    |
| Marie-Mai           | Charlotte Cardin-Goyer | Jacynthe Véronneau     | Valérie Amyot Jeffrey Piton Félix-Antoine Couturier Fred Lebel                | Léa Morgane                            | Carolane Cloutier Carolyne Drolet Cynthia Harvey Jean Ravel Jonathan Guilbault Marie-Ève Bédard Marc-André Rouillard Priscilla Vatrano |
| Marc Dupré          | Jérôme Couture         | Jael Bird Joseph       | Andie Duquette Edi Hysi Alexe Gaudreault-Dallaire Stéphanie et Sabrina Barabé | Amy-Jade Leblanc                       | Bryan Tyler Julie D'Aoust Julie Levac Mathilda Kamuela Nathalie Carbonneau Stephan McNicoll Virginie Péloquin                          |

### Saison 2 (2014)
Les coachs sont Louis-Jean Cormier, Éric Lapointe, Isabelle Boulay et Marc Dupré.
La saison a été remportée par Yoan Garneau.
 : Vainqueur
| Coachs             | Candidats      | Candidats              | Candidats                                                           | Candidats                              | Candidats                                                                                      |
| Coachs             | Finalistes     | Éliminés en 1/2 finale | Éliminés durant les directs                                         | Éliminés durant les chants de bataille | Éliminés durant les duels                                                                      |
| ------------------ | -------------- | ---------------------- | ------------------------------------------------------------------- | -------------------------------------- | ---------------------------------------------------------------------------------------------- |
| Louis-Jean Cormier | Rémi Chassé    | Valérie Daure          | Éléonore Lagacé Sabrina Paton Rémi Basque Mathieu Lavoie            | Marie-Pier Gamache Thomas Hodgson      | Gabrielle Shonk Marie-Onile Rodrigue Simon Petit William Sévigny                               |
| Éric Lapointe      | Valérie Lahaie | Mathieu Provençal      | Rita Tabbakh Philippe Lauzon Éloïse Boutin-Masse Audrey Fréchette   | Philippe Touzel Shiraz Adham           | Émanuelle Duval-Auger Pascal Caron                                                             |
| Isabelle Boulay    | Yoan Garneau   | Marie-Ève Fournier     | Véronique Gilbert Philippe Berghella Claudia Marsan Sandra Christin | Léa Morgane Tamara-Lyne Weber-Filion   | Caroline Mondou Della Fournier Éric Mayer-Hurteau David Y. Lazcano Julie Ménard Sabine Prévost |
| Marc Dupré         | Renee Wilkin   | G'Nee                  | Mélina Laplante Élie Dupuis Lawrence Castera Julie Lefebvre         | Catherine Grenier Geoffroy Sauvé       | Adrien Aubert Joanie Roussel Lisa Grenier Valectra Vanessa Borduas                             |

### Saison 3 (2015)
Les coachs sont Pierre Lapointe, Éric Lapointe, Isabelle Boulay et Marc Dupré .
La saison a été remportée par Kevin Bazinet.
 : Vainqueur
| Coachs          | Candidats          | Candidats              | Candidats                                                            | Candidats                              | Candidats                                                                          |
| Coachs          | Finalistes         | Éliminés en 1/2 finale | Éliminés durant le directs                                           | Éliminés durant les chants de bataille | Éliminés durant les duels                                                          |
| --------------- | ------------------ | ---------------------- | -------------------------------------------------------------------- | -------------------------------------- | ---------------------------------------------------------------------------------- |
| Pierre Lapointe | Mathieu Holubowski | Dominique Fils-Aimé    | Gaya Michel Élie Liana Bureau Jacob Watson Philippe Clément          | Marianne Poirier David Fleury          | Sara Dufour Jacques Rousseau Dominic Dagenais Jean-Sébastien Michaud               |
| Éric Lapointe   | Rosa Laricchiuta   | Céleste Lévis          | Johanne Lefebvre Pierre-Luc Belval Simon Morin Shaharah Sinclair     | Tatiana Garrido Mathieu Langevin       | Sylvain Auclair Amélie P. Bédard Mandy Branch Sylvie Desgroseilliers Taylor Sonier |
| Isabelle Boulay | Angelike Falbo     | Lili-Ann De Francesco  | Cintia Baroud Louis-Philip Champagne Catherine Avoine Émie Champagne | Cédrick Gosselin Myriam Arsenault      | Priscillia Quirion Félicia Tremblay Chesley Walsh Thierry Bruyère Melissa Bel      |
| Marc Dupré      | Kevin Bazinet      | Alicia Moffet          | Elisabeth Léger Annabelle Doucet Sule Heitner Karine Ste-Marie       | Audrey Miscioscia David Paradis        | Anthony Cyr Francis Bédard-Pétrin                                                  |

### Saison 4 (2016)
Les coachs sont Ariane Moffatt, Éric Lapointe, Pierre Lapointe et Marc Dupré.
La saison a été remportée par Stéphanie St-Jean.
 : Vainqueur
| Coachs          | Candidats         | Candidats                | Candidats                                                                 | Candidats                              | Candidats                                                                    |
| Coachs          | Finalistes        | Éliminés en 1/2 finale   | Éliminés durant les directs                                               | Éliminés durant les chants de bataille | Éliminés durant les duels                                                    |
| --------------- | ----------------- | ------------------------ | ------------------------------------------------------------------------- | -------------------------------------- | ---------------------------------------------------------------------------- |
| Ariane Moffatt  | Noémie Lorzema    | Amélie Nault             | Elie Haroun Soran Dussaigne Martin Goyette Tim Brink                      | Rafaëlle Lafrance Patricia Bernier     | Nicolas Muraton Stefanie Parnell Marie-Pierre Leduc Anthony Séguin           |
| Éric Lapointe   | Travis Cormier    | Markos Gonzalez Clemente | Marie-Ève Lapierre Alexander Brown Lou-Adriane Cassidy David Latulippe    | Thomas Argouin Rebecca Fiset-Côté      | Léa Sanacore Jason-Neil Tremblay Haingo Nirina Anick Gagnon                  |
| Pierre Lapointe | Stéphanie St-Jean | Beatrice Keeler          | Marielle Varin Sabrina Bellemare Shy Shy Schullie Ryan Kennedy            | Isabelle Young Sophia Bel              | Ania El Maachir Marie Bélisle Anna-Kim Léveillée Simon Patenaude David Rozon |
| Marc Dupré      | Yvan Pedneault    | Genevieve Leclerc        | Jonny Arsenault Mary-Pier Guilbault Mélanie Cormier Sophia-Rose Boulanger | Geneviève Paré Pastel Soucy-Gagné      | Yohann Beaufils Genesis Ritchot Jesse Racicot                                |

### Saison 5 (2017)
Les coachs sont Pierre Lapointe, Éric Lapointe, Isabelle Boulay et Marc Dupré.
La saison a été remportée par Ludovick Bourgeois.
 : Vainqueur
| Coachs          | Candidats          | Candidats              | Candidats                                                      | Candidats                              | Candidats                                                                                |
| Coachs          | Finalistes         | Éliminés en 1/2 finale | Éliminés durant les directs                                    | Éliminés durant les chants de bataille | Éliminés durant les duels                                                                |
| --------------- | ------------------ | ---------------------- | -------------------------------------------------------------- | -------------------------------------- | ---------------------------------------------------------------------------------------- |
| Pierre Lapointe | David Marino       | Sam Tucker             | Hanorah Zaya Solange Karimah Marshall Mike Valletta            | Joëlle Miller Sebastian Roel           | Renée Deschenes Gabrielle Osaigbovo                                                      |
| Éric Lapointe   | Ludovick Bourgeois | Désirée                | Jean-Seb Carré Cindy Daniel Andy Bastarache Guy Mapoko         | Athena Holmes Elyann Quessy            | Anthony Gaudet Ramon Cespedes Fatoumata Gallas Antony Monderie Larouche Patricia Larcher |
| Isabelle Boulay | Frank Williams     | Louis-Paul Gauvreau    | Amos J. Willis Pride Abigail Galwey Marilyne Léonard-Thiffault | Alexandre Farina Annie Gaudreau-Roy    | Émilie Allard Audrey Emery Joshua Moreno Tristan Guay Chloé McNeil Rose Langis           |
| Marc Dupré      | Rebecca Noelle     | Michaël                | Margau Maxime Desrosiers Brandon Mignacca Tova Stolow          | Jay Lavigne Annabel Oreste             | Éric Lussier Emy Harvey-Fournier Madmoiselle                                             |

### Saison 6 (2018)
Les coachs sont Alex Nevsky, Éric Lapointe, Lara Fabian et Garou.
La saison a été remportée par Yama Laurent.
 : Vainqueur
| Coachs        | Candidats            | Candidats              | Candidats                                                     | Candidats                              | Candidats                                                                                             |
| Coachs        | Finalistes           | Éliminés en 1/2 finale | Éliminés durant les directs                                   | Éliminés durant les chants de bataille | Éliminés durant les duels                                                                             |
| ------------- | -------------------- | ---------------------- | ------------------------------------------------------------- | -------------------------------------- | --- |
| Alex Nevsky   | Yann Brassard        | Édouard Lagacé         | Antoine Lachance Ben Alexander Cherry Lena Mario Cyr          | Chadia Kikondjo VanWho                 | Deidra Chois et Ben Cherry Élisabeth Alain Karelle Girard-Huneault Lydia Sutherland Nicolas Grynzspan |
| Éric Lapointe | Jonathan Freeman     | Karine Labelle         | Alex Météore Cherylyn Toca Jesse Proteau Stéphanie Veillette  | Rebecka Lussier Samuel Jean            | Jérôme Casabon Emmanuel Creis Miranda Martin Noémie Lafortune Valérie Arsenault                       |
| Lara Fabian   | Miriam Baghdassarian | Félix Lemelin          | Kelly Bado Elodie Bégin Jean-Alexandre Boisclair Redgee       | Leah West Pamela Boyer                 | Julien Charbonneau Katrina Robert Krystel Mongeau                                                     |
| Garou         | Yama Laurent         | Samuel Babineau        | Carl Miguel Maldonado Chloé Doyon Jordane Labrie Sami Chaouki | Emma Lépine Josh Adams                 | Ceeko Maude Brodeur Sabrina Ramos                                                                     |

### Saison 7 (2019)
Les coachs sont Alex Nevsky, Éric Lapointe, Lara Fabian et Marc Dupré.
La saison a été remportée par Geneviève Jodoin.
 : Vainqueur
| Coachs        | Candidats         | Candidats              | Candidats                                                             | Candidats                                | Candidats                                                                                   |
| Coachs        | Finalistes        | Éliminés en 1/2 finale | Éliminés durant les directs                                           | Éliminés durant les chants de bataille   | Éliminés durant les duels                                                                   |
| ------------- | ----------------- | ---------------------- | --------------------------------------------------------------------- | ---------------------------------------- | ------------------------------------------------------------------------------------------- |
| Alex Nevsky   | Vincent Chouinard | Gabriel Cyr            | Jacob Guay Kelly-Ann Martin Briana Victoria Joel Brassard             | Orlanda Gagnon Andréanne Sabourin-Côté   | Noémie Element Rosalie Roberge Emmanuelle Boucher Sarah May Gabriel Antoine Vallée Tony Sky |
| Éric Lapointe | Colin Moore       | Jacques Comeau         | Stephan Gagnon Tommy Charles Justin Lagacé Ariane Drapeau             | Alexandra Bourdages Laura Elena Gonzalez | Allyson Daviau Véronique Duguay Gabriel Brossard Louise Lapointe                            |
| Lara Fabian   | Geneviève Jodoin  | Samantha Neves         | Frédérique Germain Mory Hatem Marianne Mathieu Christian Marc Gendron | Tony Crow                                | Sébastien Gravel Dahlia Éric Bernier                                                        |
| Marc Dupré    | Rafaëlle Roy      | Rick Pagano            | Cristine Toca Jordan Levesque Ferline Regis Mélissa Ouimet            | Alexandra Chayer Émilie Brochu           | Marc-André Dionne Steven Abadi Dave Bourgeois                                               |

### Saison 8 (2020)
Les coachs sont Garou, Cœur de pirate, Marc Dupré et Pierre Lapointe.
La saison a été remportée par Josiane Comeau.
 : Vainqueur
| Coachs          | Candidats        | Candidats              | Candidats                                                            | Candidats                              | Candidats                                                                                    |
| Coachs          | Finalistes       | Éliminés en 1/2 finale | Éliminés durant les directs                                          | Éliminés durant les chants de bataille | Éliminés durant les duels                                                                    |
| --------------- | ---------------- | ---------------------- | -------------------------------------------------------------------- | -------------------------------------- | -------------------------------------------------------------------------------------------- |
| Garou           | Suzie Villeneuve | Philippe Tremblay      | Karolane Brisson Gabriel Forest Allison Daniels Gabriel Langelier    | Marc Devigne Scott Ames                | Tiphanie Doucet Catherine Lydde Ritchy Lemay                                                 |
| Cœur de pirate  | Josiane Comeau   | Clément Jacques        | Tom-Éliot Girard Marie-Luce Beth Cossette Laurie Drolet              | Clerel Djamen Gabrielle Nogue          | Alexandru Tutuianu Janicka Alie-Thivierge Francis Bernier Jamie-Lee Jean-Daniel Labrie       |
| Marc Dupré      | Michaela Cahill  | Jason Valentino        | Francis Degrandpré Katrine Sansregret Joffrey Charles PETiTOM        | Clara Tetu Raff Pylon                  | Louis-David Leclerc Elyzabeth Diaga Steeve Gagnon                                            |
| Pierre Lapointe | Flora Stein      | Malia                  | Alex Burger William Fontaine-Jalbert Catherine Laurin Vidjay Rangaya | Heidi Jutras Andy Bourgeois            | Marie-Soleil Bélanger Catherine Picard Guillaume Cauvain Maxime Lapointe Frédérique Mousseau |

### Saison 9 (2023)
Les coachs sont Corneille, Marjo, Mario Pelchat et Marc Dupré.
Cette année annonce l'arrivée de la "Deuxième Voix". La coach Roxane Bruneau va travailler en parallèle avec des talents ayant échoué aux auditions à l'aveugle pour les préparer aux étapes suivantes.
La saison a été remportée par Sophie Grenier.
La saison de La Deuxième Voix a été remportée par Livia St-Pierre.
 : Vainqueur 
 : Vainqueur La Deuxième Voix 
| Coachs         | Candidats            | Candidats              | Candidats                                                       | Candidats                                  | Candidats                                                                  |
| Coachs         | Finalistes           | Éliminés en 1/2 finale | Éliminés durant les directs                                     | Éliminés durant les chants de bataille     | Éliminés durant les duels                                                  |
| -------------- | -------------------- | ---------------------- | --------------------------------------------------------------- | ------------------------------------------ | -------------------------------------------------------------------------- |
| Corneille      | Jay                  | Christa Maria Abou Akl | Élysabeth Rivest Mélodie-Jade Avril Roy-Jensen Sylveo           | Evodia Vanessa Couture-Lacasse             | Mathieu Langlois Jacques Larin Jolyane Lemay Ashley Richard                |
| Marjo          | Christopher Therrien | Julie St-Pierre        | Philippe Plourde Will Mélanie Haché Nathaël Young               | Marie-Ève Quirion Steven Grondin           | Audrey Lachance Dominique Godin Nadia-Lyse Peronne Mark Tebow              |
| Mario Pelchat  | Sophie Grenier       | Steffy Beyong          | Marie-France Lantin Joël Boudreault Tommy Demers Jephte Phélice | Dominic Lafond Virginie Péloquin           | Junior Sandaire Claude Paquette Lunayla Jimenez Mélisane                   |
| Marc Dupré     | Adam El-Mouna        | Loïk Jolicœur          | Darren Vaudreuil Sorrene Audrey-Anne Séguin Gabrielle Grenon    | Catherine Bessette Mathieu-Philippe Perras | Ariane Simard Nickolas Verrecchia Randy McGraw Nathael Barrière-Morissette |
| Roxane Bruneau | NC                   | NC                     | Livia St-Pierre                                                 | Sébastien Meloche Sarah Vanderzon          | Audrey-Anne Villeneuve Olivier Chartrand Ryan Guay                         |

### Saison 10 (2024)
Les coachs sont Corneille, Roxane Bruneau, France D'Amour et Mario Pelchat,.
La saison a été remportée par Maude Cyr-Deschênes
| Coachs         | Candidats                             | Candidats                       | Candidats                                                            | Candidats                                                                            |
| Coachs         | Finalistes                            | Éliminés en 1/2 finale          | Éliminés durant les qualifications                                   | Éliminés durant les duels                                                            |
| -------------- | ------------------------------------- | ------------------------------- | -------------------------------------------------------------------- | ------------------------------------------------------------------------------------ |
| Corneille      | Redge Olibrice                        | Leticia Jimenez                 | Bryan Alexandre-Melo Jana Salameh Wissem Anaïs Goulet                | Joey Boughanem Marie-Louise Déziel                                                   |
| Roxane Bruneau | Jonathan Houde                        | Chadé Losane                    | Andrew Rosemarie Gauthier Isabelle Morin Norah Lapointe              | Audrey Faucon Jacob St-Cyr-Labbé Mylène Vallée Anik St-Pierre                        |
| France D'Amour | Maude Cyr-Deschênes Lee-Anne Bergevin | Aucune élimination              | Ange-Élie Ménard Alexis Bouchard-Leblond Guillaume Lessard Ally Neah | Caroline Allatt Simon McGrath Émilie D'Amour Emmanuel Hue Roberto Scienza            |
| Mario Pelchat  | Pas de finaliste                      | William Osias Priscilla Findlay | Dan Daraîche Katy Vachon Charles Goelen Camille Schlybert            | Cathy Vallières Dominique Séguin Charlotte Tourigny Gabriel Fredette Sara-Ève Proulx |

## Audiences
| Saison | Diffusion                       | Audiences  | Audiences           | Audiences |
| Saison | Diffusion                       | Première   | Finale              | Moyenne   |
| ------ | ------------------------------- | ---------- | ------------------- | --------- |
| 1      | 20 janvier 2013 - 14 avril 2013 | 2 593 000, | 2 720 000           | 2 604 000 |
| 2      | 19 janvier 2014 - 13 avril 2014 | 2 867 000  | 2 797 000 2 832 000 |           |
| 3      | 18 janvier 2015 - 12 avril 2015 | 2 905 000  | 2 806 000 2 855 500 |           |
| 4      | 17 janvier 2016 - 10 avril 2016 | 2 681 000  | 2 799 000           | NC        |
| 5      | 12 février 2017 - 7 mai 2017    | 2 408 000  | 2 428 000           | NC        |
| 6      | 11 février 2018 - 6 mai 2018    | 2 112 000  | 2 173 000           | NC        |

Légende :
- Plus hauts chiffres d'audience
- Plus bas chiffres d'audience

## Controverses
L'émission a fait l'objet de controverse lorsque des candidats ayant une carrière établie, dont Sylvie Desgroseillers, Michaël et Cindy Daniel, y ont participé. Les auditeurs souhaitent que seuls des candidats inconnus et inédits y participent[réf. nécessaire]. Autre controverse : la présence de candidats anglophones unilingues provenant d'ailleurs au Québec[réf. nécessaire] malgré le fait que l'émission soit basée sur la langue française du Québec.